# میهائلا ملینته
میهائلا ملینته (رومانیایی: Mihaela Melinte؛ زادهٔ ۲۷ مارس ۱۹۷۵) پرتاب‌گر چکش اهل رومانی بود. او رکورد جوانان جهان را در اختیار دارد و با ۷۶٫۰۷ متر رکورد جهانی را در اختیار داشت تا اینکه تاتیانا لیسنکو در ژوئیه ۲۰۰۵ آن را شکست داد. ملینته دوازده بار قهرمان ملی رومانیایی، قهرمان سابق اروپا و جهان نیز بوده‌است، اما هرگز در المپیک شرکت نکرده‌است. .
او در تست مواد مخدر در جلسه Notturna di Milano در سال ۲۰۰۰ مردود شد (او را از بازی‌های المپیک ۲۰۰۰ سیدنی محروم کرد) و به دلیل مصرف ناندرولون (یک استروئید آنابولیک) به مدت دو سال از این ورزش محروم شد.[۱] پس از محرومیت او، او دیگر هرگز به یک سکوی بزرگ جهانی نرسید یا بیش از ۷۲ متر پرتاب نکرد - تا حدی از رکورد جهانی قبلی خود.
او در پرتاب زمستانی جام اروپا در سال ۲۰۰۵ مقام دوم را در چکش زنان به دست آورد، اما در سال ۲۰۰۶ موفق نبود، جایی که در مجموع یازدهم شد. او در مسابقات پرتاب زمستانی جام اروپا در سال ۲۰۰۷ و ۲۰۰۸ چهارم شد. او برنده مدال برنز مسابقات Jeux de la Francophonie در سال ۲۰۰۵ بود.